# Henry Wills (journaliste)
Pour les articles homonymes, voir Wills.
Wills Henry (né en 1930) est un journaliste et photographe britannique avec une passion pour l'histoire locale et l'archéologie. Il est surtout connu pour ses écrits sur les préparatifs défensifs britanniques durant la Seconde Guerre mondiale, son œuvre la plus souvent citée étant Casemates - Une étude des moyens de défense britannique 1940 (A Study of UK Defences 1940).

## Biographie
Wills Henry travaille quelques années comme photographe pour le journal Salisbury Times. Comme pour beaucoup de garçons grandissant en Angleterre, les casemates datant Seconde Guerre mondiale ont été des objets de curiosité. Cependant, son intérêt marqué pour le sujet s'est révélé lorsqu'en 1968, il fut envoyé en mission pour photographier la démolition d'une casemates. Ses enquêtes l'ont amené à conclure qu'il y avait peu de documents officiels sur les défenses de guerre de la Grande-Bretagne.
Après une enquête plus poussée et un peu de publicité à la radio et dans les journaux, il a planifié et organisé la première enquête nationale sur les défenses britanniques. Avec l'aide de nombreux bénévoles, plus de 5000 sites de défense ont été enregistrés.
La valeur du travail d'Henry Wills a été reconnu par le British Archaeological Trust et la British Broadcasting Corporation qui lui ont décerné le Prix de la Chronique en 1979. Après 15 ans de travail, il a publié Pillboxes' (Casemates) en 1985.
Les travaux de d'Henry Wills ont stimulé l'intérêt des amateurs et des universitaires dont les historiens locaux et les anciens soldats. Leur intérêt a donné un nouvel élan à ces constructions en faisant prendre conscience que ces vestiges sous-estimé disparaissent à un rythme alarmant - principalement en raison de démolition pour faire place à de nouveaux aménagements. Un projet pour faire une étude exhaustive de tous les aménagements défensifs du XXe siècle au Royaume-Uni a lancé.
Entre avril 1995 et décembre 2001, le projet "Défense de l'Angleterre", avec des fonds provenant du National Heritage Lottery Fund, a compilé des milliers d'enregistrements. Le projet a également abouti à la découverte de nombreux documents contemporains insoupçonnées.
Les documents d'Henry Wills constituent aujourd'hui la collection Henry Wills à la National Monuments Record à Swindon.